# Friedrich Radszuweit
Friedrich Radszuweit (15 avril 1876 - 15 mars 1932) est un éditeur, auteur et militant allemand impliqué dans le premier mouvement homosexuel.

## Biographie

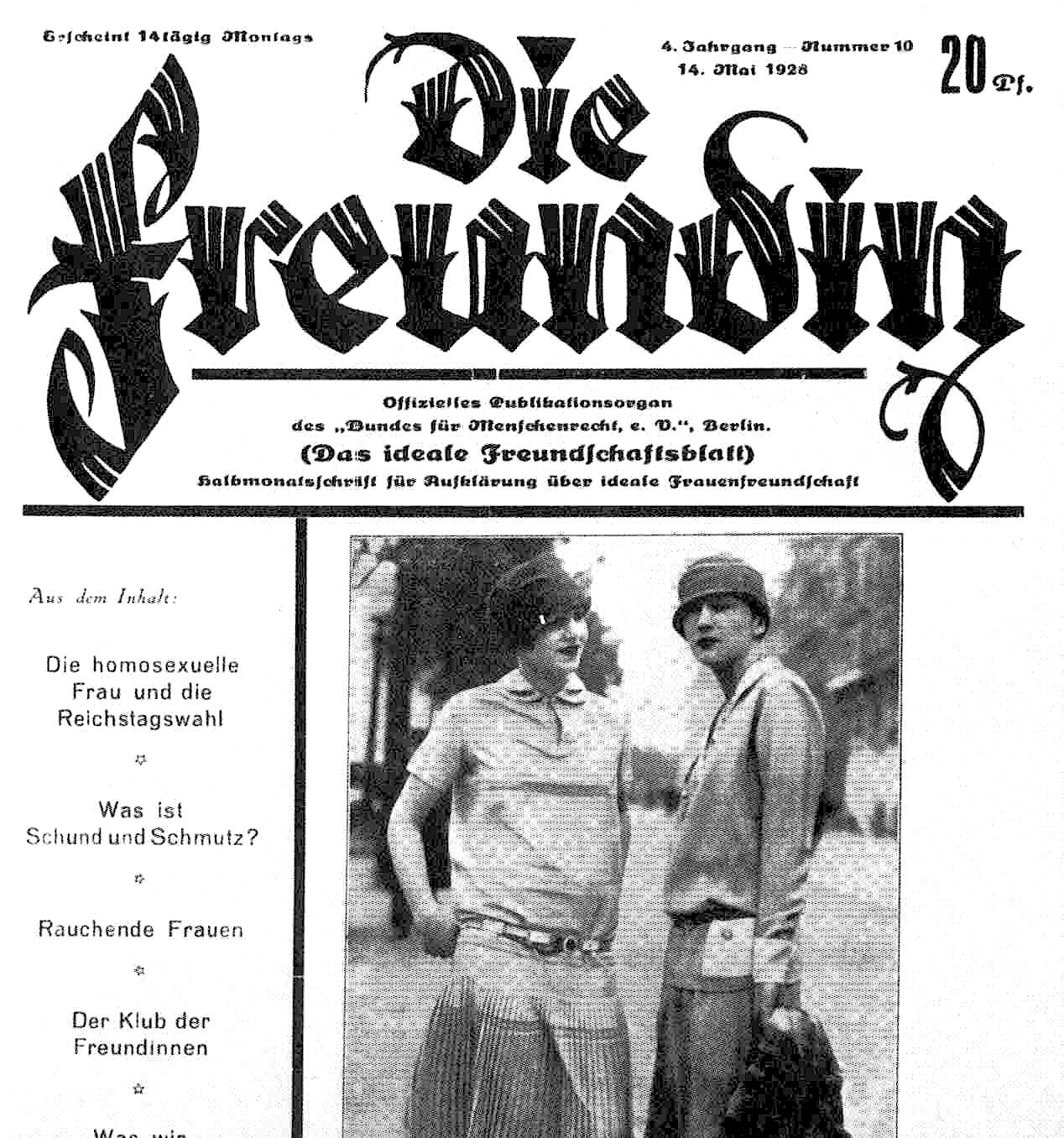
Die Freundin (mai 1928)

Radszuweit naît à Königsberg. Il s'installe à Berlin en 1901 et ouvre une boutique de vêtements pour femmes. Il est homosexuel.

### Maison d'édition
Il fonde sa propre maison d'édition et publie le mensuel Zeitschrift für Menschenrecht de 1923 à 1933, qui devient Blätter für Menschenrecht. Sa société publie des livres sur des thèmes LGBT et des images homoérotiques ainsi que le premier disque pour gramophone de chansons à thèmes homosexuels, dont Bubi laß uns Freunde sein de Bruno Balz (en) et Erwin Neuber.
La maison d'édition publie plusieurs magazines, dont Die Insel, Magazin der Einsamen (1926-1931) et le magazine lesbien Die Freundin.

### Militantisme pour les droits LGBT
En 1923, Radszuweit devient président de l'organisation Bund für Menschenrecht EV (BfM), qui œuvre pour les droits des homosexuels et pour la suppression du paragraphe 175 en Allemagne,. L'organisation atteint 100 000 membres à son apogée,. Il adopte une politique de la respectabilité pour son association ; cependant, sa propre maison d'édition tend à contrecarrer sa stratégie en publiant des récits homoérotiques racontant des « conversions » à l'homosexualité par la séduction.
À la fin des années 1920, Radszuweit envoie un questionnaire politique à 50 000 membres de l'association. Sur les 31 000 qui y répondent, un peu plus de la moitié se revendiquent de la gauche marxiste, et le reste se partage assez équitablement entre le centre et la droite. Radszuweit en déduit que l'homosexualité est apolitique et refuse de soutenir un quelconque parti. Son compagnon Martin Butzkow est cependant membre des Jeunesses hitlériennes et les deux hommes se rencontrent pendant une bagarre de rue contre des communistes. En janvier 1931, il écrit dans Die Freundin que les Nazis n'appliqueront pas leur programme homophobe annoncé et que leur cible est en réalité les Juifs qui « veulent, d'une façon ignoble […] traîner la vie sexuelle des personnes sur la place publique », faisant ainsi référence à Magnus Hirschfeld. Le journal Die Welt reprend son éditorial et le sous-titre « Le troisième sexe soutient le troisième Reich ».
Radszuweit cherche, par solidarité et par intérêt économique, à organiser les travestis sur le modèle du mouvement homosexuel,. Il essaie à plusieurs reprises de fonder des organisations spécialement consacrées aux travestis au sein du Bund für Menschenrecht. Un groupe spécifique (Sondergruppe) existe brièvement vers 1929. Le magazine Das 3. Geschlecht, qui s'intéresse au travestissement et à la transidentité, voit le jour en mai 1930 et est en partie rédigé par des pesronnes transgenres et travesties. Dans un éditorial publié dans le troisième numéro, Radszuweit se montre insatisfait du résultat, estimant que les travestis ne sont pas assez investis politiquement, et les critiquant parce qu'ils ne dépensent pas assez pour acheter son journal. Deux ans et quatre numéros plus tard, Radszuweit meurt ; son héritier en publie encore un numéro le mois suivant puis abandonne le projet,.

### Mort
Il meurt en avril 1932 d'une crise cardiaque. À sa mort, son compagnon Martin Butzkow-Radszuweit, qu'il a adopté légalement pour lui permettre de devenir son héritier, reprend sa maison d'édition. L'année suivante, l'imprimerie est détruite par les Nazis.

### Œuvre écrite
Friedrich Radszuweit écrit les romans Männer zu verkaufen, Ledige Frauen, Die Symphonie des Eros et Paul Tritzkis Lebensweg. En 1927, il rédige un tract destiné aux membres du Reichstag pour leur demander la réforme du paragraphe 175 qui pénalise les actes homosexuels.